# Зипрасидон
Зипрасидо́н — лекарственный препарат, атипичный антипсихотик. Торговые наименования — «Зелдокс», «Геодон».

## Фармакодинамика
Исследования связывания с рецепторами
Обладает высоким сродством к допаминергическим D2-рецепторам и значительно более выраженным сродством к серотониновым 5-HT2A-рецепторам. Зипрасидон взаимодействует также с серотониновыми 5-HT2С, 5-HT1D, 5-HT1A-рецепторами; сродство препарата к этим рецепторам сопоставимо со сродством к D2-рецепторам или превышает его. Зипрасидон обладает умеренным сродством к нейрональным переносчикам серотонина и норадреналина, а также к гистаминовым H1-рецепторам и α1-адренорецепторам. Антагонизм к этим рецепторам связывают соответственно с сонливостью и ортостатической гипотензией.
Зипрасидон практически не взаимодействует с мускариновыми М1-рецепторами, проявление антагонизма к которым связывают с ухудшением памяти.
Исследования функции рецепторов
Зипрасидон является антагонистом как серотониновых 5-HT2A-рецепторов, так и допаминергических D2-рецепторов. Антипсихотическая активность препарата, по-видимому, частично обусловлена блокадой обоих типов рецепторов.
Зипрасидон является мощным антагонистом 5-HT2С, 5-HT1D и мощным агонистом 5-HT1A-рецепторов и ингибирует обратный захват норадреналина и серотонина в нейронах. Серотонинергическая активность зипрасидона и его влияние на обратный захват нейротрансмиттеров в нейронах связывают с антидепрессивной активностью. Агонизм к 5-HT1A-рецепторам обусловливает анксиолитический и антидепрессивный эффекты зипрасидона. Мощный антагонизм к 5-НТ2С рецепторам определяет антипсихотическую активность.
Исследования с применением ПЭТ у людей
По данным позитрон-эмиссионной томографии (ПЭТ), степень блокады серотониновых 5-HT2A-рецепторов через 12 ч после однократного приёма препарата внутрь в дозе 40 мг составила 80 %, а допаминергических D2-рецепторов приблизительно 50 %.

## Фармакокинетика
Фармакокинетика зипрасидона линейная при приёме препарата в дозах от 40 до 80 мг 2 раза/сут.
Всасывание
При приёме зипрасидона внутрь во время еды Cmax достигается в течение 6-8 ч. Абсолютная биодоступность дозы 20 мг при приёме после еды составляет 60 %, при приёме натощак всасывание зипрасидона снижается на 50 %.
Распределение
При приёме препарата 2 раза/сут равновесное состояние достигается в течение 3 дней. Продолжительность удерживания равновесного состояния зависит от дозы. Vd в равновесном состоянии — 1.5 л/кг. Связывание с белками плазмы составляет 99 % и не зависит от концентрации.
Метаболизм и выведение
При приёме внутрь зипрасидон в значительной степени метаболизируется, в неизменённом виде с мочой и калом выводится небольшая часть дозы (<1 % и <4 % соответственно). В равновесном состоянии T1/2 составляет 6.6 ч, клиренс зипрасидона при в/в введении — 7.5 мл/мин/кг. Полагают, что существует 3 пути биотрансформации зипрасидона, которые приводят к образованию четырёх основных метаболитов — бензизотиазолпиперазин (БИТП) сульфоксида, БИТП сульфона, зипрасидона сульфоксида и S-метилдигидрозипрасидона. Примерно 20 % выводится с мочой и примерно 66 % — с калом. Доля неизменённого зипрасидона от общего содержания препарата и его метаболитов в сыворотке составляет около 44 %. CYP 3А4 катализирует окислительное превращение зипрасидона. S-метилгидрозипразидон образуется в результате двух реакций, катализируемых альдегидоксидазой и тиометилтрансферазой.
Зипрасидон, S-метилдигидрозипрасидон и зипрасидон сульфоксид обладают сходными свойствами, которые могут обусловить удлинение интервала QT. S-метилдигидрозипрасидон выводится главным образом с калом, а также подвергается дальнейшему метаболизму с участием CYP 3A4, зипрасидон сульфоксид выводится почками и также метаболизируется с участием CYP 3А4.
Фармакокинетика в особых клинических случаях
Назначение кетоконазола в дозе 400 мг/сут (ингибитора CYP 3А4) приводит к увеличению концентрации зипрасидона в сыворотке крови приблизительно на 40 %. Концентрация S-метилдигидрозипрасидона в сыворотке увеличивается на 55 % во время приёма кетоконазола. Дополнительного удлинения интервала QTc не отмечено.
Клинически значимой зависимости фармакокинетики зипрасидона от возраста или пола, курения при приёме внутрь не отмечено.
Значимых изменений фармакокинетики зипрасидона при приёме внутрь у пациентов с тяжёлыми и умеренными нарушениями функции почек не выявлено. Неизвестно, повышаются ли у таких пациентов концентрации метаболитов в сыворотке крови.
У пациентов с лёгкими или умеренными нарушениями функции печени (класс А или В по шкале Чайлд-Пью) на фоне цирроза концентрации зипрасидона в сыворотке крови были на 30 % выше, чем у здоровых пациентов, а терминальный T1/2 примерно на 2 ч больше.

## Показания
Профилактика и лечение шизофрении и других психических расстройств. Препарат эффективен в терапии продуктивных и негативных симптомов, а также аффективных расстройств (у больных, получавших зипрасидон в дозе 60 мг и 80 мг 2 раза/сут отмечено статистически достоверное улучшение по шкале MADRS (р<0.05) по сравнению с плацебо) при шизофрении.
По данным клинических исследований, зипрасидон превосходит галоперидол по воздействию на психотические симптомы и проявления агрессии; положительно влияет на показатели социального функционирования.

## Режим дозирования
Препарат принимают внутрь во время еды.
Рекомендуемая доза для взрослых составляет 40 мг 2 раза/сут, в последующем дозу подбирают с учётом клинического состояния. При необходимости суточная доза может быть повышена до максимальной в течение 3 дней. Максимальная суточная доза составляет 160 мг (по 80 мг 2 раза/сут).
Коррекция режима дозирования у лиц пожилого возраста, у курящих пациентов и при нарушении функции почек не требуется.
У пациентов с лёгкими или умеренно выраженными нарушениями функции печени целесообразно снизить дозу препарата. Опыт применения зипрасидона у больных с тяжёлой печёночной недостаточностью отсутствует, поэтому у этой категории пациентов препарат следует применять с осторожностью.

## Побочное действие
К наиболее значимым побочным эффектам зипрасидона относят седацию, сонливость, ортостатическую гипотензию, удлинение электрокардиографического интервала QT. Вызывая увеличение интервала QT, препарат способен вызывать опасные для жизни аритмии, прежде всего у лиц с удлинённым от природы интервалом QT, страдающих различными аритмиями, а также у пациентов после инфаркта миокарда.
Со стороны ЦНС и периферической нервной системы: астения, головная боль, экстрапирамидные расстройства, бессонница, тремор, нечёткость зрения, психомоторное возбуждение, акатизия, головокружение, дистонические реакции. Крайне редко появлялись судороги (менее чем у 1 % больных, получавших зипрасидон). Индекс нарушения движений (Movement Disorder Burden Score), отражающий выраженность экстрапирамидных симптомов при применении зипрасидона, значительно ниже (р<0.05), чем при применении галоперидола или рисперидона. Кроме того, при лечении галоперидолом и рисперидоном была выше частота акатизии и применения антихолинергических средств, чем при лечении зипрасидоном. При длительном применении зипрасидона, как и других антипсихотиков, существует риск развития поздней дискинезии. При появлении признаков дискинезий целесообразно снизить дозу зипрасидона или отменить его.
Несмотря на то, что зипрасидон показал свою эффективность как нормотимик, иногда его приём может вызывать инверсию аффекта (развитие мании или гипомании) у пациентов, страдающих депрессией.
Злокачественный нейролептический синдром (ЗНС): в клинических исследованиях случаев ЗНС у пациентов, получавших зипрасидон, не зарегистрировано. При применении других антипсихотических средств наблюдали случаи ЗНС, который является редким, но потенциально очень опасным осложнением. Клиническими проявлениями ЗНС являются гиперпирексия, мышечная ригидность, изменение психического статуса и подтверждения функциональной нестабильности (аритмия, изменение АД, тахикардия, профузное потоотделение). Дополнительные признаки могут включать повышение уровня КФК, миоглобинурию (рабдомиолиз) и острую почечную недостаточность. При появлении симптомов, которые можно отнести к признакам ЗНС, или неожиданно высокой температуры тела, не сопровождаемой возникновением остальных симптомов ЗНС, следует немедленно отменить все антипсихотические средства, включая зипрасидон.
Со стороны пищеварительной системы: запоры, сухость во рту, диспепсия, повышенное слюноотделение, тошнота, рвота.
Прочие: на фоне поддерживающей терапии зипрасидоном иногда наблюдалось повышение уровня пролактина (в большинстве случаев нормализовался без прекращения лечения), артериальная гипертензия. Сообщалось о повышении массы тела у 0,4 % пациентов (в среднем на 0,5 кг).
Нежелательные явления, отмечавшиеся в постмаркетинговых испытаниях зипрасидона: постуральная гипотензия, тахикардия, бессонница, кожная сыпь.
По информации FDA, зипрасидон может вызвать редкий, но опасный побочный эффект — DRESS-синдром (Drug Rash with Eosinophilia and Systemic Symptoms), который вначале проявляется сыпью, распространяющейся на все части тела, и далее прогрессирует. К симптомам DRESS-синдрома относятся сыпь, лихорадка, эозинофилия, увеличение лимфатических желёз, гепатит, нарушение функции почек, поражение лёгких, сердца, поджелудочной железы; существует риск летального исхода. Пациентам, у которых при приёме зипрасидона возникла лихорадка с сыпью и/или увеличение лимфатических желёз, необходимо оказать неотложную медицинскую помощь, а лечение зипрасидоном — сразу же прекратить.

## Противопоказания
- удлинение интервала QT[9] (в том числе врождённый синдром удлинённого интервала QT);
- недавно перенесённый острый инфаркт миокарда[9];
- декомпенсированная сердечная недостаточность[9];
- аритмии в анамнезе[9];
- беременность[4];
- лактация (грудное вскармливание)[4];
- повышенная чувствительность к зипрасидону или любому неактивному компоненту препарата.

## Беременность и лактация
Применение Зелдокса при беременности противопоказано, за исключением тех случаев, когда предполагаемая польза для матери превышает потенциальный риск для плода.
Женщины репродуктивного возраста должны пользоваться адекватными методами контрацепции в период применения Зелдокса в связи с отсутствием клинических данных о безопасности его применения при беременности.
При необходимости применения Зелдокса в период лактации грудное вскармливание следует прекратить.

## Особые указания
Зипрасидон вызывает небольшое удлинение интервала QT, поэтому Зелдокс следует с осторожностью назначать пациентам с брадикардией, электролитными нарушениями, так как это может привести к удлинению интервала QT или развитию пароксизмальной желудочковой тахикардии. Если интервал QT превышает 500 мсек, рекомендуется отменить Зелдокс.
При применении Зелдокса у пациентов, имеющих в анамнезе судорожные состояния, следует соблюдать осторожность.
Использование в педиатрии
Эффективность и безопасность применения зипрасидона у пациентов в возрасте менее 18 лет не изучалась.
Влияние на способность к вождению автотранспорта и управлению механизмами
Пациентам, занимающимся потенциально опасными видами деятельности, требующими повышенного внимания и быстроты психомоторных реакций, следует соблюдать осторожность. Пациенты должны быть предупреждены о возможном возникновении сонливости на фоне приёма Зелдокса.

## Передозировка
Сведения о передозировке зипрасидона ограничены.
Симптомы: в предрегистрационных клинических испытаниях при приёме препарата внутрь в максимальной подтверждённой дозе (3240 мг) у пациента проявилось седативное действие препарата, замедление речи и преходящая артериальная гипертензия (АД 200/95 мм рт. ст.). Клинически значимых изменений сердечного ритма или функциональных изменений не отмечалось.
Лечение: при подозрении на передозировку необходимо учитывать возможную роль сопутствующей терапии. Специфического антидота зипрасидона нет. При острой передозировке следует обеспечить проходимость дыхательных путей и адекватную вентиляцию и оксигенацию лёгких. Возможно промывание желудка (после интубации, если больной находится без сознания) и введение активированного угля в сочетании со слабительными препаратами. Возможные судороги или дистоническая реакция мышц головы и шеи после передозировки могут создать угрозу аспирации при индуцированной рвоте. Необходимо немедленно начать мониторирование функции сердечно-сосудистой системы, включая непрерывную регистрацию ЭКГ с целью выявления возможных аритмий. Учитывая, что зипрасидон в значительной степени связывается с белками плазмы, гемодиализ в случае передозировки малоэффективен.

## Лекарственное взаимодействие
При совместном применении зипрасидона и лекарственных средств, вызывающих удлинение интервала QT (включая антиаримические препараты IA и III класса), повышается риск развития удлинения интервала QT и пароксизмальной желудочковой тахикардии (эта комбинация противопоказана).
При совместном применении зипрасидона с лекарственными средствами, оказывающими угнетающее действие на ЦНС, возможно взаимное усиление этого действия (такая комбинация требует осторожности).
Зипрасидон не оказывает ингибирующего влияния на изоферменты системы цитохрома P450 CYP1A2, CYP2C9 или CYP2C19. Концентрации зипрасидона, вызывающие ингибирование CYP2D6 и CYP3A4 in vitro, no крайней мере в 1000 раз превышали концентрацию препарата, которая могла бы ожидаться in vivo. Это указывает на отсутствие вероятности клинически значимого взаимодействия между зипрасидоном и лекарственными средствами, метаболизирующимися этими изоферментами.
В соответствии с результатами исследований in vitro и данными клинических испытаний на здоровых добровольцах было показано, что зипрасидон не оказывал опосредованного через изофермент CYP2D6 влияния на метаболизм декстрометорфана и его основного метаболита декстрофана.
Зипрасидон при совместном применении с пероральными гормональными контрацептивами не вызывал значимых изменений фармакокинетики эстрогена или этинилэстрадиола (являющегося субстратом CYP3A4) или прогестероносодержащих компонентов.
Зипрасидон не влияет на фармакокинетику лития при совместном применении.
Зипрасидон в значительной степени связывается с белками плазмы крови. В исследованиях in vitro варфарин и пропранолол (лекарственные средства с высокой степенью связывания с белками) не оказывали влияния на связывание зипрасидона белками плазмы, и зипрасидон не влиял на связывание этих препаратов с белками плазмы. Таким образом, возможность взаимодействия лекарственных средств с зипрасидоном вследствие вытеснения из связи с белками плазмы представляется маловероятной.
Зипрасидон метаболизируется альдегидоксидазой и, в меньшей степени, изоферментом CYP3А4. Клинически значимые ингибиторы или индукторы альдегидоксидазы неизвестны.
Совместное применение с кетоконазолом (400 мг/сут) как с потенциальным ингибитором CYP3A4 приводило к увеличению приблизительно на 35 % AUC и Cmax зипрасидона, что вряд ли имеет клиническое значение.
Совместное применение с карбамазепином (200 мг 2 раза/сут), как индуктора CYP3A4, приводило, в свою очередь, к уменьшению AUC и Cmax зипрасидона на 36 %, что вряд ли имеет клиническое значение.
При сочетанном применении циметидин, неспецифический ингибитор изоферментов, не оказывал значительного влияния на фармакокинетику зипрасидона.
Одновременное применение антацидов, содержащих алюминий и магний, не влияло на фармакокинетику зипрасидона.
В ходе клинических исследований не установлено клинически значимого влияния одновременного применения пропранолола и лоразепама на фармакокинетические показатели и концентрацию зипрасидона в сыворотке крови.

## Условия и сроки хранения
Препарат следует хранить в недоступном для детей месте при температуре не выше 30 °C. Срок годности — 4 года.